# Spartakiade

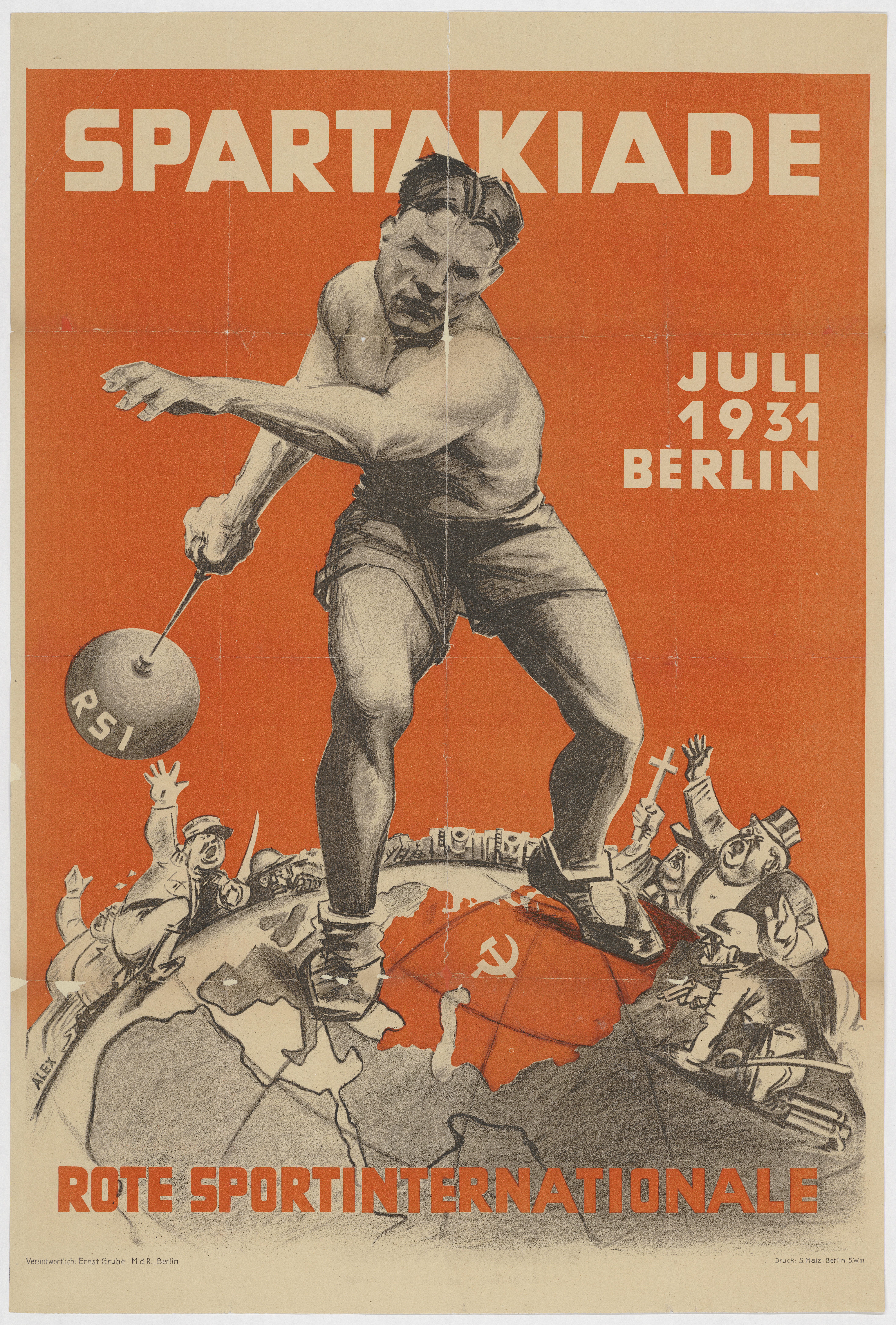
Spartakiade de Berlin (1931).

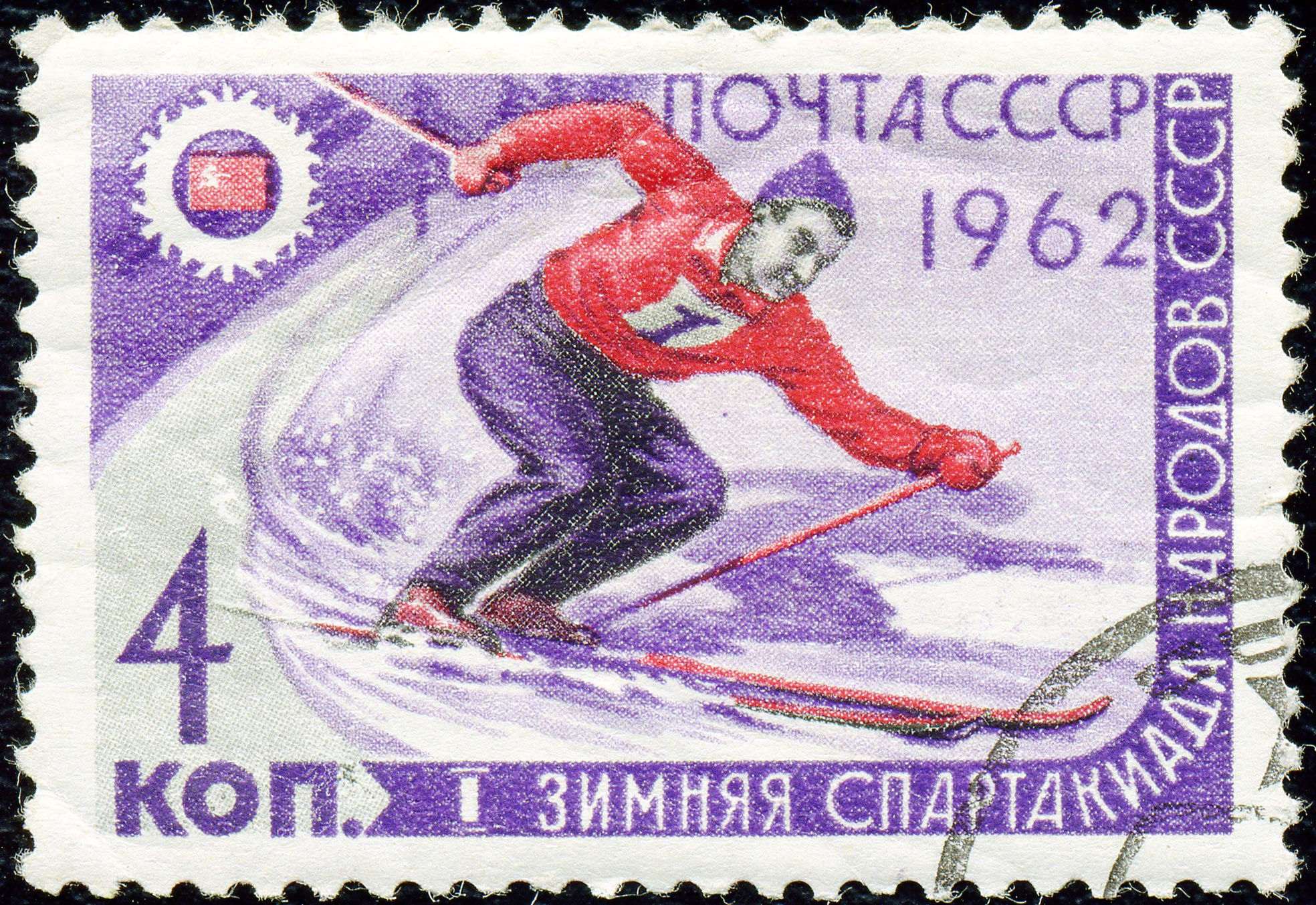
Timbre d'un skieur qui participe aux Spartakiades.

Spartakiade (en russe : спартакиада spartakiada) est originellement le nom d'un événement sportif international que l'Internationale rouge sportive et le Conseil suprême de Culture physique de l'Union soviétique avaient créé, en opposition aux Jeux olympiques. Le nom qui est censé représenter l'Internationalisme prolétarien est un dérivé du nom du chef rebelle esclave Spartacus, et fait allusion au Spartakusbund de Karl Liebknecht et Rosa Luxemburg. Les premières Spartakiades eurent lieu en août 1928 à Moscou, les deuxièmes à Berlin en 1931, les troisièmes à Paris en 1934.

## Histoire

### Spartakiade de Moscou (1928)
La première édition à Moscou se tient du 12 août 1928 au 24 août 1928, et voit la participation d'une douzaine de pays, en opposition aux Jeux olympiques d'Amsterdam et en dissidence à l'Internationale sportive de Lucerne qui organisa sa première Olympiade ouvrière en 1925. Le 6e congrès de l'Internationale communiste se tient dans la même ville l'été 1928.
Pour l'historien André Gounot, l'organisation de cette Spartakiade « a comme objectif de faire apparaître les progrès et le caractère révolutionnaire de la culture physique en URSS et de constituer, grâce notamment à une forte présence d'athlètes étrangers, une puissante manifestation d'opposition du sport rouge au sport bourgeois et notamment aux Jeux olympiques ». La cérémonie d'ouverture a lieu sur la place Rouge, où 25 000 sportifs défilent, avec en fermeture de la marche la présence de membres des Jeunesses communistes portant un fusil sur l'épaule. Des discours politiques et syndicaux accompagnent la cérémonie, clôturée par le chant de L'Internationale.
Les délégations sportives étrangères comprennent 542 hommes et 70 femmes – l'Allemagne envoie la délégation la plus importe avec environ 200 participants, contre 3 000 hommes et 879 femmes pour l'URSS, qualifiés lors de Spartakiades locales et régionales. Les épreuves se rapprochent fortement à celles des Jeux olympiques, puisque la compétition propose de l'athlétisme, de la gymnastique, de la natation, de l'aviron, du cyclisme, de l'haltérophilie, etc.. D'un point de vue purement sportif, les performances des athlètes lors des courses de sprint ou des épreuves de natation se rapprochent des prestations des Jeux olympiques, ce qui n'est pas le cas de manière générale pour les autres sports. L'équipe soviétique remporte les Spartakiades, suivie par cinq autres républiques soviétiques au classement général.
L'organisation de cet événement sportif est également pour l'URSS l'occasion de mettre en place un important procédé de propagande politique. Comme le souligne André Gounot, les buts propagandistes se déroulent en trois étapes, « attirer et sélectionner des participants de pays étrangers d'abord ; les contrôler et les manipuler en Russie ensuite ; orienter enfin les rapports de voyage vers une présentation entièrement positive de la société soviétique ». L'organisateur soviétique peut refuser la venue d'un sportif d'une délégation étrangère à la lecture du questionnaire politique complété par les candidats. Les sections de l'Internationale sportive rouge sont chargés, lors de la préparation des Spartakiades, d'inciter le maximum de sportifs à participer à la compétition moscovite. La participation des socio-démocrates est également plébiscité par les organisateurs.

### Spartakiade de Paris (1934)
En 1934, l'inauguration a lieu au stade Pershing de Paris devant 20 000 spectateurs. Les compétitions de cette troisième édition réunissent 3 000 athlètes de 18 pays. L'évènement est sous-titré "Rassemblement international des sportifs contre le fascisme et la guerre". Une coupe du monde du football ouvrier y est même organisée du 11 au 14 août, réunissant 12 pays dont les États-Unis et l'Union Soviétique qui remporte la victoire finale.

### Les déclinaisons des Spartakiades (1955 - 1990)
Après la Seconde Guerre mondiale, lorsque l'URSS a choisi de rejoindre les Jeux olympiques (en 1952) pour apaiser les tensions diplomatiques (guerre froide) elle a renoncé au concept de Spartakiade internationale et de nouvelles variantes de Spartakiades ont alors vu le jour. Le terme est ainsi repris pour désigner différents événements sportifs internes du niveau local au niveau national avec les Spartakiades du Peuple et de l'URSS (en russe : Спартакиада народов СССР Spartakiada narodov SSSR ) ; c'est ainsi que les premières Spartakiades soviétiques eurent lieu en 1956. Cet événement était de très grande envergure pour le sport soviétique : tout le monde pouvait y participer, du sportif amateur à l'athlète de haut niveau. Le nombre de participants s'est par exemple élevé, lors des 6e Spartakiades d'Été du Peuple et de l'URSS, à 9 millions de personnes (deux fois le nombre de sportifs en URSS), dont 8 300 maîtres des Sports de l'URSS. Lors de la troisième édition des Spartakiades d'Hiver du Peuple et de l'URSS, 20 millions de personnes – dont 1 000 Maîtres des Sports de l'URSS – prirent part à l'événement. Autre signe de l'importance de ces événements, les timbres commémorant les éditions d'Été et d'Hiver étaient édités par millions. Il existait également des Spartakiades réservées aux jeunes. Autre événement soviétique, les Spartakiades des Syndicats (en russe : Спартакиада профсоюзов, Spartakiada profsojuzov) ont même survécu dans certaines républiques post-soviétiques comme la Russie, l'Ukraine, l'Ouzbékistan ou la Biélorussie. 
En dehors de l'URSS, Spartakiades était l'appellation également donnée à d'autres grands événements sportifs organisés dans les autres pays de l'Est à la même époque, comme celui axé autour de la gymnastique qui avait lieu tous les cinq ans au stade du Strahov à Prague en Tchécoslovaquie et dont la première édition, en 1955, célébrait le dixième anniversaire de la libération du pays par l'Armée Rouge en 1945. Une manifestation de même nature avait par exemple lieu en Albanie ; on retrouve ainsi des événements semblables liés à la propagande communiste dans toutes les démocraties populaires, avec la volonté d'un sport pour tous et d'un sport pour les jeunes (spartakiades en RDA).
Enfin, un grand évènement sportif international intitulé spartakiades militaires de l'amitié réunissant les pays communistes (bloc de l'Est) a également été organisé entre 1958 et 1989. Les Spartakiades militaires s'inspiraient des Jeux olympiques (périodicité, nations, mêmes disciplines, formats été et hiver).
L'organisation de ces différentes Spartakiades a cessé au début des années 1990 lors de l'effondrement du communisme (dislocation de l'URSS, disparition de la RDA lors de la réunification allemande, séparation des républiques tchèque et slovaque, etc.)

### Retour des Spartakiades en Russie
(en construction)